# Xã Birch Tree, Quận Shannon, Missouri
Xã Birch Tree (tiếng Anh: Birch Tree Township) là một xã thuộc quận Shannon, tiểu bang Missouri, Hoa Kỳ. Năm 2010, dân số của xã này là 1.273 người.